# Waleran II. od Lignyja
Waleran II. (Walram II. von Ligny; ? – 1366.) bio je lord Beauvoira, Roussyja i Lignyja. Bio je sin Walerana I. i njegove žene Ivane od Beauvoira te brat Henrika II.
Oženio je 1305. bogatu nasljednicu Guyote de Lille (? – 7. kolovoza 1338.). Njeni su roditelji bili Ivan IV. od Lillea i Beatrica de Clermont, čiji je otac bio Ivan de Nesle.
Waleran i njegova žena bili su roditelji Ivana, Katarine, Walerana i Jakova.